# Víska u Jevíčka
Víska u Jevíčka, bis 1949 Derflík (deutsch Dörfles) ist eine Gemeinde in Tschechien. Sie liegt zwölf Kilometer südöstlich von Moravská Třebová und gehört zum Okres Svitavy.

## Geographie
Víska befindet sich am Rande des als Malá Haná (Kleine Hanna) bezeichneten nördlichen Teils der Boskowitzer Furche in der Böhmisch-Mährischen Höhe. Das Dorf liegt linksseitig der Jevíčka am Fuße des Lexův kopec (Lexenberg). Nördlich erhebt sich der Hušák (Ouschako; 625 m).
Nachbarorte sind Lázy und Chornice im Nordosten, Biskupice im Osten, Jaroměřice im Südosten, Jevíčko im Süden, Smolná und Bělá u Jevíčka im Südwesten, Zadní Arnoštov im Westen sowie Lípa und Přední Arnoštov im Nordwesten.

## Geschichte
Dörfles entstand im Zuge der deutschen Kolonisation der Böhmisch-Mährischen Höhe. Erstmals urkundlich erwähnt wurde der Ort im Jahre 1258 als eines der 13 der Stadtgerichtsbarkeit von Jevíčko unterstellten Dörfer. 1402 gehörte der Ort Heralt von Kunstadt, der 1408 das Heimfallrecht erhielt. Von ihm erbten Viktorin und Čeněk von Kunstadt den Besitz. 1418 erwarb Jan von Boskowitz den Ort. Jaroslav von Boskowitz schloss das Dorf 1502 an seine Herrschaft Třebová an. Dörfles blieb dieser Herrschaft bis zur Aufhebung der Patrimonialherrschaften im Jahre 1850 untertänig. Die Bewohner von Dörfles waren größtenteils Deutsche und lebten von der Landwirtschaft. 1854 hatte das Dorf 334 Einwohner, 1900 waren es 369. 1924 entstand eine Maschinenbauwerkstatt im Dorf. Nach dem Münchner Abkommen wurde der Ort ins Deutsche Reich eingegliedert und gehörte von 1939 bis 1945 zum Landkreis Mährisch Trübau.
Während des Zweiten Weltkrieges wurde im Tal des Baches Kelinky (Köllingbach) nördlich von Dörfles ein Arbeitslager für polnische Juden errichtet, die zwischen 1940 und 1942 beim Bau der Reichsautobahn Breslau–Wien eingesetzt waren. Weiterhin bestand von 1941 bis 1945 ein Lager für sowjetische Kriegsgefangene. Die deutschen Bewohner wurden nach Kriegsende vertrieben.

## Gemeindegliederung
Für die Gemeinde Víska u Jevíčka sind keine Ortsteile ausgewiesen.

## Sehenswürdigkeiten
- Sowjetischer Kriegsgefangenenfriedhof am ehemaligen Arbeitslager
- Kirche St. Bartholomäus südwestlich des Dorfes; die von einem kleinen Friedhof umgebene gotische Kirche war das Gotteshaus des zwischen dem 12. und 13. Jahrhundert erloschenen Dorfes Ursedel. Nach dem Brand von 1936 wurde die Kirche neu errichtet.
- Teile der Reichsautobahntrasse